# Wspólnota administracyjna Greußen
Wspólnota administracyjna Greußen (niem. Verwaltungsgemeinschaft Greußen) – wspólnota administracyjna w Niemczech, w kraju związkowym Turyngia, w powiecie Kyffhäuser. Siedziba wspólnoty znajduje się w mieście Greußen, które od 1 stycznia 2021 do wspólnoty jednak nie należy. Wspólnota administracyjna Greußen istnieje od 1992 r.
Wspólnota administracyjna zrzesza siedem gmin, w tym jedną gminę miejską (Stadt) oraz sześć gmin wiejskich (Gemeinde): 
1. Clingen, miasto
2. Niederbösa
3. Oberbösa
4. Topfstedt
5. Trebra
6. Wasserthaleben
7. Westgreußen

31 grudnia 2012 do wspólnoty dołączyła gmina Oberbösa, ze zlikwidowanej wspólnoty administracyjnej Kyffhäuser. 1 stycznia 2021 miasto Großenehrich przyłączono do miasta Greußen jak również gminę Wolferschwenda, która do wspólnoty nie należała. Miasto Greußen zostaje nadal siedzibą wspólnoty, ale do niej od tego samego dnia nie należy. 